# Ntfombi
Ntfombi, född Ntfombi Tfwala den 27 december 1949, har varit Ndlovukati, Swazilands drottningmoder, sedan 1986. Hon är mor till kung Mswati III.
Hon var gift med kung Sobhuza II och i samband med hans död 1982 blev en annan av hans fruar, Dzeliwe, regent. Sobhuzas önskan var att 14-årige sonen Makhosetive skulle efterträda honom som kung. Under en period var även Ntfombi Swazilands regent. Vid 18-års ålder kröntes Makhosetive 1986 till kung Mswati III och Ntfombi blev därmed ndlovukati.